# Reggie Alexander
Pour les articles homonymes, voir Alexander.
Reginald Stanley Alexander dit Reggie Alexander, né le 14 novembre 1914 à Nairobi et mort le 31 mars 1990 dans la même ville, est un homme politique et dirigeant sportif kényan.

## Biographie
Reggie Alexander, né au Kenya, étudie la comptabilité au Royaume-Uni et sert dans la Royal Air Force durant la Seconde Guerre mondiale.
Il est le président de la Compagnie des pétroles du Kenya. Il est élu conseiller municipal en 1948 puis maire de Nairobi de 1954 à 1955. Il est membre du Parlement du Kenya pendant quatre ans après l'indépendance du pays en décembre 1963.
Sur le plan sportif, il est un membre fondateur du Comité national olympique kényan, dont il est le président de 1963 à 1964. Il est membre du Comité international olympique de 1960 à sa mort ; il fait partie de la commission d'enquête du CIO qui s'est rendue en Afrique du Sud avant l'exclusion de l'Afrique du Sud du mouvement olympique en 1970. Il était connu pour son rejet de la commercialisation à outrance du Mouvement olympique.